# Rhacocleis graeca
Rhacocleis graeca är en insektsart som beskrevs av Boris Petrovich Uvarov 1942. Rhacocleis graeca ingår i släktet Rhacocleis och familjen vårtbitare. Inga underarter finns listade i Catalogue of Life.